# Grundskollärare
Grundskollärare är dels ett vidare begrepp för en lärare som undervisar i grundskolan, dels en examen (grundskollärarexamen) för en utbildningsprogram, tidigare utbildningslinje, som antog studenter 1988-2000. 
Lärarutbildning finns vid flera högskolor i Sverige. Utbildning sker vid institutionerna för utbildningsvetenskap, som i sin tur kan vara olika döpt vid olika lärosäten. Lärarutbildningen för förskola, förskoleklass och åren 1-(5/)6 inom grundskolan, är på minst 210 hp (högskolepoäng). Lärarutbildningen för år (6/)7-9 inom grundskolan, gymnasiet och vuxenutbildningen, är på minst 270 hp. Behörigheter till gymnasienivå baseras på antal poäng, där svenska och samhällskunskap kräver 120 hp vardera till skillnad mot övriga ämnen där lärare med 90hp i minst två ämnen är behöriga. En lärare behörig på gymnasiet är alltså behörig i det som förr kallades högstadiet.
Från och med höstterminen 2015 krävs lärarlegitimation från Skolverket för att få arbeta som grundskollärare. Det innebär att den som är legitimerade för ett visst ämne och en viss åldersgrupp ska ansvara för undervisningen och bedömningen av det ämnet.

## Grundskollärarexamen
Den sammanhållna enhetsskolan, senare grundskolan, i Sverige infördes i etapper åren 1949-1972. Det fanns då separata utbildningar för låg- och mellanstadielärare. På högstadiet undervisade adjunkter, som även var behöriga för gymnasiet.
År 1985 beslutades på initiativ av Sveriges dåvarande socialdemokratiska regering att införa en enhetlig utbildning för grundskollärare. Utbildningen drog igång 1988. Grunden för grundskollärarutbildningen var en statlig utredning (LUT-74). För de lägre stadierna fanns inriktningarna 1-7 Sv/SO och 1-7 Ma/NO, och för de högre stadierna 4-9 Sv/Spr, 4-9 SO och 4-9 Ma/NO. Detta ledde till att adjunkterna på högstadiet gradvis ersattes med 4-9-lärare med avsevärt lägre ämneskunskaper.
Mellan 1988 och 1992 var grundskollärarutbildningen, liksom all högskoleutbildning, innehållsstyrd. I början av 1990-talet genomförde den borgerliga regeringen i Sverige en högskoleform som innebar mer av målstyrning. Samtidigt gavs lärarutbildningen friare former och ett otal andra varianter började dyka upp.
Grundskollärarreformen hade svårt att tränga igenom, eftersom pengarna till fortbildning av befintliga lärare saknades. Det ledde till att vakanta lågstadie-, mellanstadie- och högstadielärartjänster inte kom att ändras till grundskollärarsystemet, utan att grundskolärarna anpassades ofta till det i praktiken rådande äldre systemet. Då stadieindelningen officiellt avkaffades 1994 började dock tydligare förändringar ske. 

## Facklig anslutning
De flesta grundskollärare i Sverige är fackligt organiserade i Sveriges Lärare. Åren 2017-2019 låg grundskollärarnas fackliga organisationsgrad i intervallet 81-84 procent, varav i offentlig sektor 84-86 procent och i privat sektor 63-69 procent. Bland inrikes födda grundskollärare var organisationsgraden 84-86 procent och bland utrikes födda 69-76 procent. Åren 2001-2003 var cirka 89-90 procent av grundskollärarna fackligt anslutna. 